# Барби в 12-те танцуващи принцеси
„Барби в 12-те танцуващи принцеси“ (на английски: Barbie in the 12 Dancing Princesses) е американски анимационен филм. Той е седмият филм от поредицата Барби. Филмът излиза на DVD през 19 септември 2006 г.

## В България
Филмът има войсоувър дублаж на български по BTV.
| Преводач                  | Кристин Балчева                                                                          |
| Ролите озвучиха артистите | Десислава Знаменова Гергана Стоянова Александър Митрев Тодор Близнаков Даниела Йорданова |
| Тонрежисьор               | Наталия Василева                                                                         |
| Режисьор на дублажа       | Албена Павлова                                                                           |